# LTV7
LTV7 ist ein lettischer Fernsehsender der öffentlich-rechtlichen Fernsehgesellschaft Latvijas Televīzija (LTV).
LTV7 wurde am 1. Januar 2003 als Nachfolger von LTV2 gestartet. Auch wenn der Name LTV7 ist, ist es das zweite Programm von LTV. Die „7“ im Namen steht für die sieben Tage der Woche und passt zum ehemaligen Slogan „Everyday is a day off“. Heute wird dieser Slogan nicht mehr genutzt.
Der Sender ist ursprünglich mit einem Fokus auf eine jüngere Zielgruppe mit Sportübertragungen und Musiksendungen gestartet. Mit der Zeit hat sich aber die Ausrichtung des Senders gewandelt. Auf Lettisch werden heute viele Wissenschaftsfilme, Dokumentationen, Serien und Filme gezeigt. Zudem werden viele Sendungen von Deutsche Welle übernommen und mit lettischen Untertiteln versehen, wie zum Beispiel die Lifestyle-Sendung euromaxx.
Seit 2014 richtet sich LTV7 besonders an die russischsprachige Minderheit in Lettland. LTV7 produziert und sendet täglich aktuelle Magazine und Nachrichten in russischer Sprache. Alle Sendungen von LTV7 können kostenlos über den Streamingdienst LSM Replay abgerufen werden. Innerhalb Lettlands kann man LTV7 auch über LSM Replay als Livestream schauen.
Seit dem 19. Mai 2021 sendet LTV7 in HD. Der Livestream über LSM Replay ist ebenfalls in HD empfangbar.

## Programmfenster für russischsprachige Minderheit
Das Angebot für die russischsprachige Minderheit, „Русское вещание LTV7“ („Russische Sendungen auf LTV7“) wurde stetig ausgebaut. Bis September 2014 gab es lediglich die Nachrichtensendung „LTV Novosti“, eine russische Version der lettischsprachigen Nachrichtensendung „LTV Panorama“. Im September 2021 wurde das Programmfenster in RUS.LSM.lv umbenannt und bezieht seitdem mehr Inhalte von Latvijas Radio 4, dem russischsprachigen Sender von Latvijas Radio. Hintergrund der Umbenennung ist die Loslösung von LTV7 und der Wandlung zu einem multimedialen Nachrichtenportal unter der Dachmarke LSM, welches gemeinsam von LTV und LR betrieben wird.
Seit September 2021 produziert LTV die folgenden Sendungen für die russischsprachige Minderheit in Lettland:
| Aktuelle Formate | Eingestellte Formate |
| --- | --- |
| - Сегодня: „Heute“ – Kurze Nachrichtenausgabe um 12, 15 und 17 Uhr - Сегодня вечером: „Heute Abend“ – Hauptnachrichtenausgabe um 19 Uhr - ТЧК: Interviews und Debatten - Личное дело: „Privatsache“ – Reportageformat - Стиль жизни: „Lebensstil“ - Говорим Latviski: „Wir sprechen Lettisch“ mit Intars Busulis | - Жизнь сегодня: „Leben heute“ - Точки над i: „Der Punkt auf dem i“ - Без обид: „Nichts für ungut“ - Актуальный вопрос: „Aktuelles Problem“ - Сегодня утром: „Heute morgen“ - Лаборатория чудес: „Labor der Wunder“ - Sirmais. Культовые блюда: „Sirmais. Kultige Gerichte“ – Kochsendung - Маленькая пятница: „Kleiner Freitag“ – Musiksendung - Ключи к латвийской истории: „Schlüssel zur lettischen Geschichte“ – Dokureihe - Слуга народа: „Diener des Volkes“ – Dokureihe |

## Logos
Seit Sendestart am 1. Januar 2003 verwendet LTV7 eine rote 7 als Logo, die anfangs zusammen mit dem LTV-Schriftzug dargestellt wurde. Zwischen 2006 und 2013 wurde die rote 7 losgelöst vom LTV-Schriftzug verwendet. Im Jahr 2013 folgte eine leichte Überarbeitung, bei der das Logo mit einem Farbverlauf dargestellt wird. Am 18. November 2021, dem Nationalfeiertag Lettlands, wurde das rote Logo durch ein an das Nachrichtenportal LSM angelehntes Logo ersetzt, bei dem die 7 fortan in ein hellblaues Quadrat gesetzt ist. 

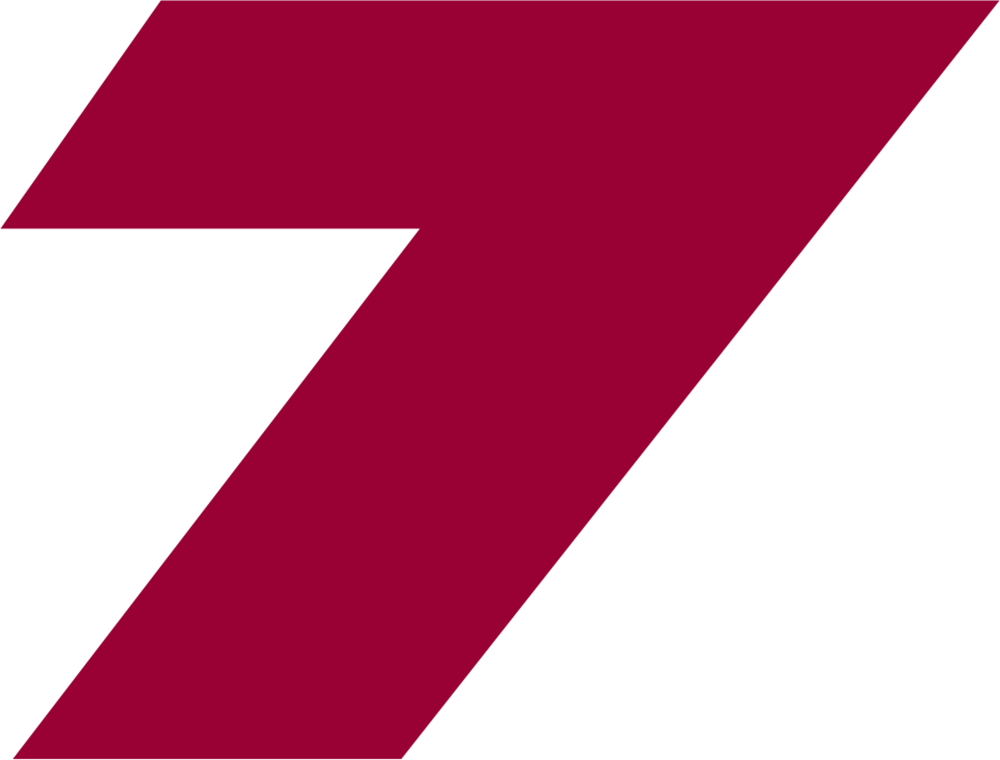
LTV7 Logo von 2006 bis 2013
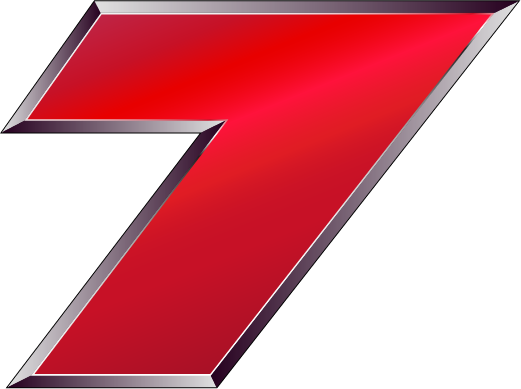
LTV7 Logo von 2013 bis 2021
LTV7 Logo seit 2021